# 甘涼道
分巡甘涼兵備道，簡稱甘涼道，清朝甘肅省行政區劃名，乾隆三十七年（1772年）改分巡甘肅兵備道而設，下轄甘州府、涼州府，道員駐涼州府城。下轄二府
- 涼州府一廳五縣：武威縣、鎮番縣、永昌縣、古浪縣、平番縣、莊浪廳。
- 甘州府一廳二縣：張掖縣、山丹縣、撫彝廳。